# Двугодишно растение
Двугодишното растение е растение, което завършва биологическия си жизнен цикъл за две години. През първата изгражда вегетативната си структура (листа, стъбла, корени), след което изпада в състояние на покой през зимните месеци. Обикновено през това време стъблото остава много късо, а листата са ниско до земята, образувайки розетка. Много двугодишни растения се нуждаят от въздействието на ниски температури (т. нар. „вернализация“ или „яровизация“), за да могат да цъфтят. През следващия сезон стъблото на двугодишните растения се удължава и/или се появяват цветове, плодове или семена, след което растението умира.
При неблагоприятни климатични условия двугодишното растение може да завърши пълния си жизнен цикъл за много кратък период от време – 3 – 4 месеца вместо 2 години. Това често се случва със зеленчуковите култури или цветята, подложени на въздействието на ниски температури. Подобно поведение води до това, че в някои региони много двугодишни растения се смятат за едногодишни. По-ранния цъфтеж може да бъде предизвикан и с фитохормони, но в селското стопанство това се използва рядко.
Някои кратко живеещи многогодишни растения могат грешно да бъдат приети за двугодишни; главната разлика между многогодишните и двугодишните растения е тази, че последните цъфтят само веднъж в живота си, докато многогодишните цъфтят всяка година. Но съществуват и многогодишни растения, които цъфтят и плодоносят само в последната година от живота си. Това показва, че разликата между дву- и многогодишните растения не е толкова голяма. В сравнение с едногодишните и многогодишните растения, видовете двугодишни растения са много по-малко.
От гледна точка на зеленчукопроизводството и градинарството, статуса на растението като едногодишно, двугодишно или многогодишно, може да зависи от територията или целта на култивирането. Ако растенията се отглеждат заради цветовете, то на тях им трябват не по-малко от две години. Ако двугодишните растения се отглеждат заради ядивни листа или корени, то животът им се ограничава до една година. Към последните се отнасят цвеклото, брюкселското зеле, зелето, морковите, целината, магданоза и др.